# Publi Corneli Dolabel·la (cònsol 10 aC)
Publi Corneli Dolabel·la (llatí: Publius Cornelius Dolabella) va ser un magistrat romà. Era fill del cònsol del 44 aC Publi Corneli Dolabel·la i de la seva primera muller Fàbia.
L'any 30 aC era amb Octavi a Alexandria i va revelar a Cleòpatra, de la que sembla que s'havia enamorat, que el seu cap se la volia emportar a Roma com a presonera, el que devia induir a la reina al suïcidi.
L'any 10 aC va ser elegit cònsol amb Gai Juni Silà. Consta per alguna moneda que havia exercit la magistratura de triumvir monetalis.